# Comuna de Ciechocin

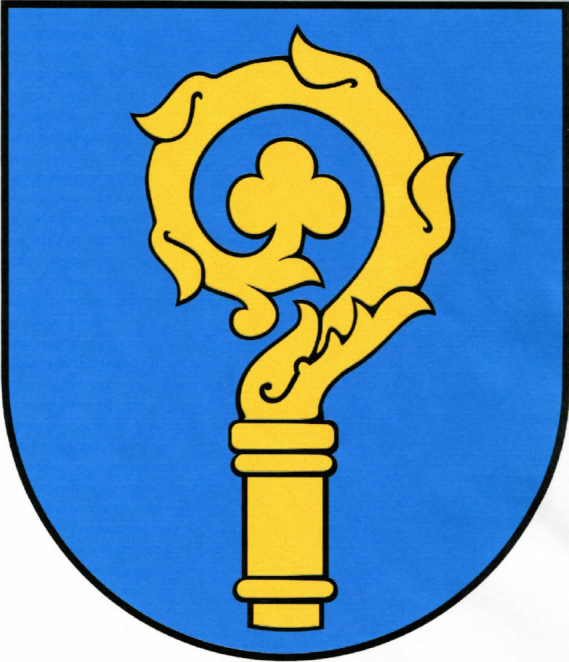
Comuna

Ciechocin (polaco: Gmina Ciechocin) é uma gminy (comuna) na Polónia, na voivodia de Cujávia-Pomerânia e no condado de Golubsko-dobrzyński. A sede do condado é a cidade de Ciechocin.
De acordo com os censos de 2004, a comuna tem 3983 habitantes, com uma densidade 39,2 hab/km².

## Área
Estende-se por uma área de 101,49 km², incluindo:
- área agricola: 55%
- área florestal: 35%

## Demografia
Dados de 30 de Junho 2004:
|                      | Total   | Total | Mulheres | Mulheres | Homens  | Homens |
| -------------------- | ------- | ----- | -------- | -------- | ------- | ------ |
|                      | pessoas | %     | pessoas  | %        | pessoas | %      |
| População            | 3983    | 100   | 1976     | 49,6     | 2007    | 50,4   |
| Densidade (pop./km²) | 39,2    | 100   | 19,5     | 19,5     | 19,8    | 19,8   |

De acordo com dados de 2005, o rendimento médio per capita ascendia a 1699,86 zł.

## Subdivisões
- Ciechocin, Elgiszewo, Małszyce, Miliszewy, Morgowo, Nowa Wieś, Piotrkowo, Rudaw, Świętosław.

## Comunas vizinhas
- Czernikowo, Golub-Dobrzyń, Kowalewo Pomorskie, Lubicz, Obrowo, Zbójno